# Oshibori

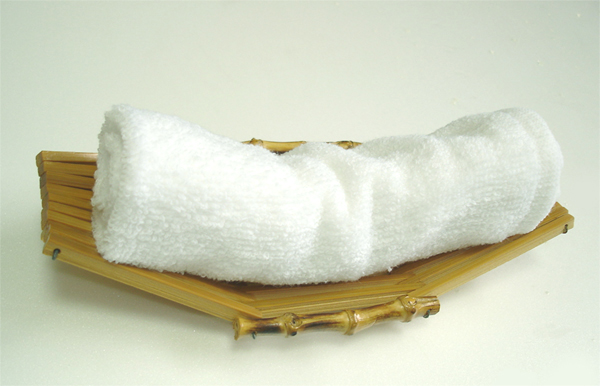
Oshibori auf einem kleinen Bambusständer

Oshibori (japanisch おしぼり seltener お絞り oder 御絞り, dt. „Ausgewrungenes“) bezeichnet ein feuchtes Erfrischungstuch oder kleines feuchtes Handtuch, das dem Gast in einem Restaurant, dem Passagier im Flugzeug oder auch zu Hause vor dem Essen gereicht wird. Es wird benutzt, um sich die Hände oder auch das Gesicht zu reinigen. Es kann dabei je nach Saison mit warmem (im Winter) oder kaltem Wasser (im Sommer) befeuchtet worden sein.
In Restaurants und Flugzeugen wird das Oshibori sterilisiert und einzeln gewickelt gereicht. Es gibt viele Hersteller in der Lebensmittelindustrie, die sich darauf spezialisiert haben. Seit einiger Zeit werden mit zunehmender Häufigkeit auch Oshibori aus Papier gereicht, die anschließend entsorgt werden.